# Велике Море
Велике море або Белегаер — у легендаріумі Дж. Р. Р. Толкіна океан, що омиває західний берег Середзем'я і до 3319 року Другої Епохи омивав східний берег землі Аман та розташований біля нього острів Тол — Ересеа. Також мав назви Західне море і Велична Вода. На півночі до кінця Першої Епохи між землями Аману та Середзем'я існувала скута вічною кригою протока Гелкараксе або Здиблена Крига, по кризі якої перейшли ельфи Фінарфіна.
До кінця Першої Епохи на західному березі Середзем 'я існували затоки Дренгіст, Брітонська, Неннінгська та Баларська, в які впалали річки Кіріт — Нініах, Брітон, Неннінг та Сіріон. У водах Баларської затоки існував острів Балар, що утворився внаслідок переміщення острова Тол — Ересеа наприкінці Великого Походу ельдарів на захід, коли частина цього острова застрягла на мілинах і відкололась.
Після повстання нолдор і братовбивства в Альквалонле шлях до берегів Аману з волі Валар перетнули Зачаровані Острови і до часів Еаренділа жодне судно не могло дістатись берегів Безсмертних Земель.
Внаслідок Війни Гніву Белеріанд (крім частини земель Таргеліону й Оссіріанду на сході) було затоплено і на нових берегах виникли затоки Форохельська та Лунська, в яку стала впадати річка Лун, значно розширилась затока Белфалас біля гирла Андуіна, також на півдні виникла Умбарська затока, де була зручна природна гавань придатна для порту.
На місці деяких гір і пагорбів Белеріанду виникли острови Гімрінг, Тол — Фуін (Острів Ночі) та Тол — Морвен, де були поховані Турін Турамбар та його мати Морвен Еледвен з роду Беора. У затоці Белфалас продовжував існувати острів Тол — Фалас.
У 2 році Другої Епохи з волі валар з дна моря було піднято острів Еленна, де аданами було створено королівство Нуменор. Однак, після затінення Нуменору і військового вторгнення на землі Аману нуменорського короля Ар — Фаразона у 3319 році Другої Епохи, з волі Ілуватара було змінено світобудову: Аман і Тол — Ересеа перемістились з кіл Арди в недосяжне для смертних місце, острів Еленна був поглинутий морем, а світ став кулею. На місці Аману виникли нові землі, однак вони нічим не відрізнялись від Середзем 'я.
Відтоді лише ельфи могли у морських водах відшукати Прямий Шлях до земель Безсмертного Заходу.